# Ardy Wiranata
Ardy Wiranata, född 10 februari 1970  i Jakarta, är en indonesisk idrottare som tog silver i badminton vid olympiska sommarspelen 1992 i Barcelona.